# George Keppel
George Thomas Keppel, 6.º Conde de Albemarle FGS (Londres, 13 de junho de 1799 — Londres, 21 de fevereiro de 1891), chamado de O Honorável desde o nascimento até 1851, foi um militar, político liberal e escritor britânico.

## Descendência e educação
Nascido em Marylebone, Londres, foi o terceiro e o filho mais velho sobrevivente de William Keppel, 4º Conde de Albemarle e de sua primeira esposa, Elizabeth, quarta filha de Edward Southwell, 20º Barão de Clifford. Em 1851, sucedeu seu irmão mais velho Augustus, como conde. Seu amigo ao longo da vida foi Sir Robert Adair.Keppel passou sua infância na residência de seu pai, Elden Hall, e foi educado na Westminster School. Em 1815, ingressou no exército britânico como alferes.

## Carreira
Keppel lutou com o West Yorkshire Regiment na batalha de Waterloo. Foi transferido como tenente para os Fuzileiros de Lancashire em 1820 e como capitão para o 62º (Wiltshire) Regimento de Infantaria em 1825. Já dois anos depois, tornou-se major e tenente-coronel em 1841. Keppel foi promovido a coronel em 1854 e a major-general em 1858. Foi promovido a tenente-general em 1866 e finalmente a general em 1874.
Keppel representou East Norfolk na Câmara dos Comuns do Reino Unido, de 1832 até três anos mais tarde. Não conseguiu se eleger por King's Lynn em 1837 e por Lymington em 1841, contudo, assumiu o cargo em Lymington, de 1847 a 1849, quando sucedeu seu pai no Condado.
A partir de 1820, Keppel foi equerry do príncipe Augusto Frederico, duque de Sussex.Em 1838, foi nomeado High Sheriff de Leitrim. Serviu como Groom in Waiting entre o último ano e 1841 e foi secretário privado para o primeiro-ministro, Lorde John Russell, entre 1846 e o ano seguinte. Foi um Deputy Lieutenant de Norfolk, de 1859e foi membro da Sociedade Geológica de Londres (FGS), bem como da Sociedade de Antiquários de Londres (FSA).

## Família e morte
Em 4 de agosto de 1831, casou com Susan Trotter, filha de Sir Coutts Trotter, 1º Baronete em Willesden.  O casal teve quatro filhas e um filho.Keppel morreu, aos 91 anos, em Portman Square, Londres, e foi enterrado em Quidenham. Foi sucedido em seus títulos por seu único filho William.

## Obras
- Personal Narrative of a Journey from India to England (1827)
- Personal Narrative of Travels in Babylonia, Assyria, Media and Scythia (1827)
- Narrative of a Journey across the Balcan (1831)
- Memoirs of the Marquess of Rockingham and his Contemporaries (1852)
- Fifty Years of My Life (1876)